# Randy de Puniet

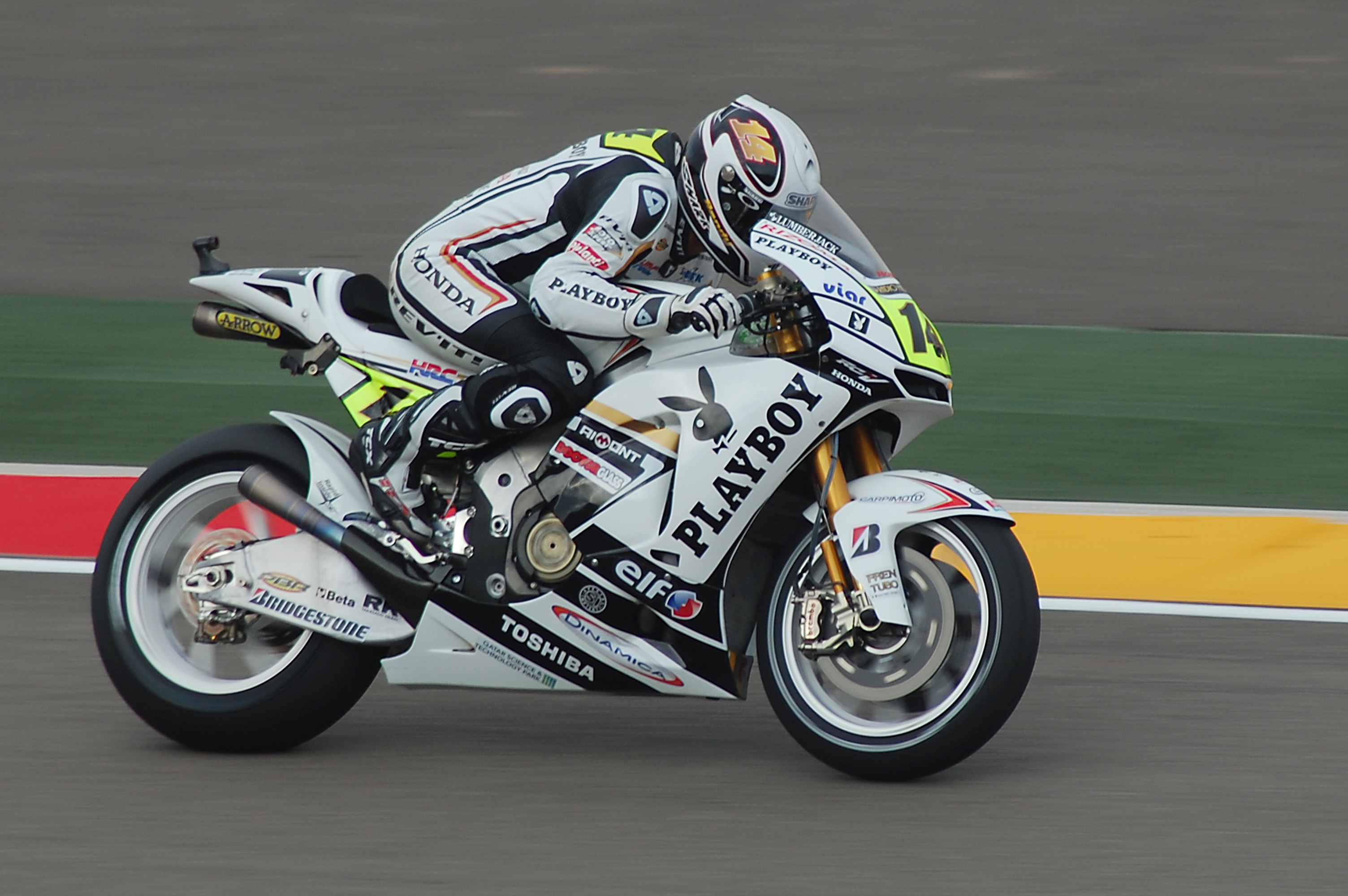
Randy de Puniet au Grand Prix d'Aragon 2010

Randy de Puniet, né le 14 février 1981 à Maisons-Laffitte (Yvelines), est un pilote de vitesse moto et d'endurance français.

## Biographie
Randy de Puniet nait le 14 février 1981 à Maisons-Laffitte. Il est prénommé Randy en référence à l'idole de son père, Randy Mamola, ancien pilote de Grand Prix moto connu pour son pilotage spectaculaire. Il commence par des courses sur PW50 dans un club en Essonne, il participe entre autres au Super moutard à Monthlery, au Supercross de Charléty ainsi qu'au Bol de Grenadine qu'il remporte avec deux coéquipiers. En 1994, il remporte la Coupe Typhoon en scooter 50 cm³. Il continue ensuite par le motocross dans le championnat de France mini-vert en 80 cm3. Il passe rapidement à la piste, devenant champion de France 125 cm3 en 1998 sur Honda. 

### 125 -250cm3
Puniet participe pendant deux saisons au championnat du monde 125 cm3 sur l'Aprilia du Team français Scrab avant d'accéder à la catégorie supérieure. 
En 2001, il débute en 250 cm3, toujours dans la même équipe qu'en 125 cm3. En 2002, il obtient ses premiers podiums. Il remporte ses premiers victoires en 2003, à Barcelone et à Valence. Il achève la saison à la 4e place. 
La saison suivante, il figure parmi les favoris mais ne remporte qu'un seul Grand Prix, à Barcelone, et termine 3e du championnat.
Après avoir essayé de passer en MotoGP, le Francilien doit effectuer une nouvelle saison en 250 cm3 et rejoint le Team Aspar. L'aventure tourne mal et il ne se classe que 8e au championnat du monde.

### MotoGP
En 2006, Puniet effectue sa première saison en MotoGP dans l'équipe Kawasaki, aux côtés de Shinya Nakano. 
En 2007, le Francilien monte sur son premier podium dans la catégorie reine en terminant deuxième derrière Loris Capirossi lors du Grand Prix du Japon. Il termine 11e de la saison avec 108 points.
Après un différend avec son équipe, Puniet quitte Kawasaki et signe avec le Team LCR Honda pour la saison 2008, avec un objectif pour sa troisième saison dans la catégorie reine : figurer dans le top 10. Malgré des essais hivernaux encourageants, il commence la saison 2008 avec des résultats très médiocres où il accumule les chutes (4 abandons en 9 courses) et les contre-performances, loin de ses objectifs de début de saison. Il ne termine qu'à la 15e position du championnat avec 61 points, 6 points derrière son compatriote Sylvain Guintoli. Au Grand Prix des Etats-Unis, il réalise son meilleur résultat de la saison en terminant à la 6e place.
Pour la saison 2009, Puniet est entraîné par le multiple champion du monde de motocross Yves Demaria. Il signe de bons résultats lors des premières courses de la saison, en décrochant notamment la quatrième place à Jerez et la troisième place à Donington. Il pointe à la 11e place du championnat.
Il poursuit sur sa lancée en 2010, enchaînant cinq arrivées dans le top 6 sur les sept premiers Grands Prix de la saison. Sa série est interrompue lorsqu'il heurte un pilote au sol lors du Grand Prix du Sachsenring, se fracturant le tibia et le péroné. Il ne manque qu'une course et fait un retour prématuré qui laissera des traces. Il parviendra à retrouver le top 6 lors de l'avant-dernier Grand Prix de la saison, à Estoril, et finit la saison à la neuvième position.
En 2011, le Français rejoint le team Pramac Racing, où il pilote une Ducati avec comme coéquipier le vétéran italien Loris Capirossi. Les essais d'intersaison ne se passent pas comme prévu pour Puniet, qui n'arrive pas à trouver de bonnes sensations avec sa Desmocedici, qui pose un problème à la plupart des pilotes Ducati. La saison 2011 ne commence pas comme il le voudrait avec une chute dès le deuxième virage et qui entraine celle de son coéquipier. Il chute une nouvelle fois lors du deuxième Grand Prix de la saison à Jerez, dans des conditions climatiques difficiles. Il marque ses premiers points à Estoril, où il se positionne à la dixième place. Sa saison se poursuit sur ce rythme, entre chutes et maigres récoltes de points. Avant-dernier pilote titulaire classé devant son coéquipier, il est 16e du championnat avec 49 points.
La saison finie, Randy de Puniet n'a pas de contrat pour 2012. Il réalise une demi-journée d'essais pour le team Rizla Suzuki, avec la GSV-R 800 cm3 alors que le reste du peloton entame le développement des 1 000 cm3 destinées à la saison 2012. Il réalise pour ses premiers tour de roue un temps très proche (101 millièmes) de celui réalisé par Alvaro Bautista (titulaire Suzuki en 2011) lors de la qualification du grand prix qui a eu lieu quelques jours plus tôt sur le même circuit. Très enthousiaste, Randy de Puniet déchante lorsque Suzuki annonce son retrait de la compétition pour deux saisons au moins.
Le Français teste alors une Aprilia dérivée de la série qui pourrait alors prendre part au championnat MotoGP 2012, en catégorie CRT (Claiming Rule Team), nouvelle formule autorisant les moteurs dérivés de série sur des châssis prototype de 800 cm3 à 1 000 cm3. Il signe finalement avec l'équipe Aspar, dirigée par l'ancien champion du monde Jorge « Aspar » Martinez. Il réalise deux saisons au guidon de la CRT ART-Aprilia, puis fin 2013, il s'engage avec Suzuki pour développer la Suzuki GSX-RR qui doit rejoindre le plateau en 2015.
En 2019, il participe au championnat MotoE.
À partir de 2019, il devient consultant pour Canal+, diffuseur des Grands Prix MotoGP, Moto2 et Moto3. Il commente les Grands Prix MotoGP avec David Dumain, puis Laurent Rigal,,.

## Statistiques en Grand Prix

### Par année
| Année | Catégorie | Équipe                    | Moto               | Courses | Victoires | Podiums | Poles | M.tour¹ | Pts | Classement |
| ----- | --------- | ------------------------- | ------------------ | ------- | --------- | ------- | ----- | ------- | --- | ---------- |
| 1998  | 125 cm³   |                           | Honda              | 1       | -         | -       | -     | -       | 0   | NC         |
| 1999  | 125 cm³   | Team Scrab                | Aprilia            | 16      | -         | -       | -     | -       | 26  | 18e        |
| 2000  | 125 cm³   | Team Scrab                | Aprilia            | 16      | -         | -       | -     | -       | 50  | 17e        |
| 2001  | 250 cm³   | Team Scrab - GP de France | Aprilia            | 16      | -         | -       | -     | -       | 50  | 13e        |
| 2002  | 250 cm³   | Team Campetella Racing    | Aprilia            | 16      | -         | 2       | 2     | -       | 119 | 9e         |
| 2003  | 250 cm³   | Team LCR                  | Aprilia            | 16      | 3         | 9       | 5     | 2       | 208 | 4e         |
| 2004  | 250 cm³   | Team LCR                  | Aprilia            | 16      | 1         | 8       | 2     | 0       | 214 | 3e         |
| 2005  | 250 cm³   | Team Repsol Aspar         | Aprilia            | 16      | 1         | 3       | 1     | 2       | 138 | 8e         |
| 2006  | Moto GP   | Kawasaki Racing Team      | Kawasaki ZX-RR     | 17      | -         | -       | -     | -       | 37  | 16e        |
| 2007  | Moto GP   | Kawasaki Racing Team      | Kawasaki ZX-RR     | 18      | -         | 1       | -     | -       | 108 | 11e        |
| 2008  | Moto GP   | Team LCR                  | Honda RC212V       | 18      | -         | -       | -     | -       | 61  | 15e        |
| 2009  | Moto GP   | Team LCR                  | Honda RC212V       | 17      | -         | 1       | -     | -       | 106 | 11e        |
| 2010  | Moto GP   | Team LCR                  | Honda RC212V       | 17      | -         | -       | -     | -       | 116 | 9e         |
| 2011  | Moto GP   | Pramac Racing             | Ducati Desmosedici | 17      | -         | -       | -     | -       | 49  | 16e        |
| 2012  | Moto GP   | Power Electronics Aspar   | ART-Aprilia TBA    | 13      | -         | -       | -     | -       | 62  | 13e        |
| 2013  | Moto GP   | Power Electronics Aspar   | ART-Aprilia TBA    | 12      | -         | -       | -     | -       | 36  | 15e        |

- ¹Meilleur tour en course

### Par catégorie
| Cat.    | Année       | 1er G.P. | 1er Podium | 1re Victoire | Courses | Victoires | Podiums | Poles | M.tours¹ | Points | Titres |
| ------- | ----------- | -------- | ---------- | ------------ | ------- | --------- | ------- | ----- | -------- | ------ | ------ |
| 125 cm³ | 1998-2000   | FRA 1998 | -          | -            | 33      | 0         | 0       | 0     | 0        | 76     | 0      |
| 250 cm³ | 2001-2005   | JAP 2001 | JAP 2002   | CAT 2003     | 80      | 5         | 22      | 9     | 4        | 729    | 0      |
| MotoGP  | Depuis 2006 | ESP 2006 | JAP 2007   | -            | 129     | 0         | 2       | 0     | 0        | 575    | 0      |

¹ Meilleurs tours en course

### Résultats détaillés
| Saison | Catégorie | Moto        | 1       | 2       | 3       | 4       | 5       | 6       | 7       | 8       | 9       | 10      | 11      | 12      | 13      | 14      | 15      | 16      | 17      | 18      | Pos | Pts |
| ------ | --------- | ----------- | ------- | ------- | ------- | ------- | ------- | ------- | ------- | ------- | ------- | ------- | ------- | ------- | ------- | ------- | ------- | ------- | ------- | ------- | --- | --- |
| 1998   | 125 cm3   | Honda       | JPN     | MAL     | SPA     | ITA     | FRA 17  | MAD     | NED     | GBR     | GER     | CZE     | IMO     | CAT     | AUS     | ARG     |         |         |         |         | NC  | 0   |
| 1999   | 125 cm3   | Aprilia     | MAL 20  | JPN 15  | SPA Ab. | FRA 11  | ITA 19  | CAT 9   | NED Ab. | GBR Ab. | GER 15  | CZE Ab. | IMO Ab. | VAL 10  | AUS 21  | RSA Ab. | RIO 18  | ARG 10  |         |         | 18e | 26  |
| 2000   | 125 cm3   | Aprilia     | RSA 14  | MAL Ab. | JPN 10  | SPA 13  | FRA 12  | ITA 9   | CAT 13  | NED Ab. | GBR 10  | GER Ab. | CZE Ab. | POR 7   | VAL 18  | RIO 9   | PAC Ab. | AUS 13  |         |         | 17e | 50  |
| 2001   | 250 cm3   | Aprilia     | JPN Ab. | RSA Ab. | SPA 18  | FRA Ab. | ITA Ab. | CAT 8   | NED 13  | GBR Ab. | GER 5   | CZE 6   | POR 17  | VAL 10  | PAC 11  | AUS Ab. | MAL 12  | RIO 13  |         |         | 13e | 50  |
| 2002   | 250 cm3   | Aprilia     | JPN 3   | RSA 6   | SPA Ab. | FRA 3   | ITA 5   | CAT 4   | NED Ab. | GBR 6   | GER Ab. | CZE 6   | POR Ab. | RIO Ab. | PAC Ab. | MAL 6   | AUS 6   | VAL 4   |         |         | 9e  | 119 |
| 2003   | 250 cm3   | Aprilia     | JPN Ab. | RSA 2   | SPA 3   | FRA 2   | ITA Ab. | CAT 1   | NED Ab. | GBR 8   | GER 3   | CZE 1   | POR 3   | RIO 3   | PAC 6   | MAL 5   | AUS Ab. | VAL 1   |         |         | 4e  | 208 |
| 2004   | 250 cm3   | Aprilia     | RSA 2   | SPA 2   | FRA 2   | ITA 4   | CAT 1   | NED 4   | RIO 8   | GER 5   | GBR 3   | CZE 2   | POR 3   | JPN 11  | QAT Ab. | MAL 5   | AUS Ab. | VAL 3   |         |         | 3e  | 214 |
| 2005   | 250 cm3   | Aprilia     | SPA Ab. | POR 3   | CHN 8   | FRA 2   | ITA Ab. | CAT 6   | NED 8   | GBR 1   | GER 6   | CZE 8   | JPN 5   | MAL 4   | QAT Ab. | AUS 7   | TUR Ab. | VAL 8   |         |         | 8e  | 138 |
| 2006   | MotoGP    | Kawasaki    | SPA Ab. | QAT Ab. | TUR 12  | CHN 12  | FRA Ab. | ITA 13  | CAT Ab. | NED 14  | GBR 12  | GER Ab. | USA 12  | CZE 14  | MAL 13  | AUS 11  | JPN Ab. | POR 10  | VAL Ab. |         | 16e | 37  |
| 2007   | MotoGP    | Kawasaki    | QAT Ab. | SPA 13  | CHN 8   | TUR 8   | FRA Ab. | ITA Ab. | CAT 5   | GBR 6   | NED Ab. | GER Ab. | USA 6   | CZE 8   | RSM Ab. | POR Ab. | JPN 2   | AUS 6   | MAL 4   | VAL 9   | 11e | 108 |
| 2008   | MotoGP    | Honda       | QAT 9   | SPA Ab. | POR 15  | CHN 13  | FRA 9   | ITA Ab. | CAT Ab. | GBR 12  | NED Ab. | GER 8   | USA 6   | CZE 16  | RSM Ab. | IND 13  | JPN 12  | AUS 9   | MAL 10  | VAL 15  | 15e | 61  |
| 2009   | MotoGP    | Honda       | QAT 10  | JPN 11  | SPA 4   | FRA 14  | ITA 8   | CAT 8   | NED 7   | USA 9   | GER Ab. | GBR 3   | CZE 10  | IND 12  | RSM 12  | POR 11  | AUS 8   | MAL Ab. | VAL 11  |         | 11e | 106 |
| 2010   | MotoGP    | Honda       | QAT 6   | SPA 9   | FRA 7   | ITA 6   | GBR 6   | NED 6   | CAT 4   | GER Ab. | USA     | CZE 10  | IND 13  | RSM 13  | ARA Ab. | JPN 9   | MAL 10  | AUS 10  | POR 6   | VAL 10  | 9e  | 116 |
| 2011   | MotoGP    | Ducati      | QAT Ab. | SPA Ab. | POR 10  | FRA Ab. | CAT Ab. | GBR 12  | NED Ab. | ITA 14  | GER 13  | USA DNS | CZE 12  | IND 8   | RSM 14  | ARA 12  | JPN 10  | AUS 6   | MAL C   | VAL Ab. | 16e | 49  |
| 2012   | MotoGP    | ART-Aprilia | QAT 13  | SPA Ab. | POR 13  | FRA Ab. | CAT 15  | GBR 12  | NED 8   | GER 11  | ITA 12  | USA 11  | IND Ab. | CZE 8   | RSM 9   | ARA 11  | JPN Ab. | MAL Ab. | AUS 11  | VAL 12  | 13e | 62  |
| 2013   | MotoGP    | ART-Aprilia | QAT 12  | AME 14  | ESP Ab. | FRA Ab. | ITA 11  | CAT Ab. | NED 12  | GER 12  | IND Ab. | CZE 15  | GBR 16  | RSM 17  | ARA 13  | MAL 12  | AUS 10  | JPN 13  | VAL Ab. |         | 15e | 36  |

## Championnat du monde d'endurance moto

### Statistiques par saison
| Saison    | Moto               | Équipe                     | Courses | Victoires | Podiums | Poles | MT | Pts.  | Pos. |
| --------- | ------------------ | -------------------------- | ------- | --------- | ------- | ----- | -- | ----- | ---- |
| 2016–17   | Kawasaki           | SRC Kawasaki France        | 2       | 0         | 2       | 1     | 1  | 123,5 | 5e   |
| 2016–17   | Honda              |                            | 1       | 0         | 1       |       |    | 123,5 | 5e   |
| 2017–18   | Kawasaki           | SRC Kawasaki France        | 3       | 0         | 1       |       |    | 63    | 10e  |
| 2018–19   | Kawasaki           | SRC Kawasaki France        | 1       | 0         | 0       |       |    | 122   | 4e   |
| 2018–19   | Honda              | Honda Endurance Racing     | 3       | 0         | 1       |       |    | 122   | 4e   |
| 2021      | Yamaha             | Moto Ain                   | 4       | 0         | 1       |       |    | 85,5  | 9e   |
| 2022      | Kawasaki           | Webike SRC Kawasaki France | 4       | 0         | 1       |       |    | 78    | 12e  |
| 2023      | Kawasaki           | Kawasaki Webike Trickstar  | 4       | 0         | 0       |       |    | 106,5 | 6e   |
| 2024 -... | Yamaha             | Elf Marc VDS racing team   |         |           |         |       |    |       |      |
| Total     | 2016 - Aujourd'hui | 2016 - Aujourd'hui         | 22      | 0         | 7       | 1     | 1  | 578,5 |      |

*Saison en cours

### Résultats détaillés
(Les courses en gras indiquent une pole position; les courses en italiques indiquent un meilleur tour en course)
| Saison  | Moto     | 1                    | 2                    | 3                  | 4                | 5                | Pos. | Pts.  |
| ------- | -------- | -------------------- | -------------------- | ------------------ | ---------------- | ---------------- | ---- | ----- |
| 2016–17 | Kawasaki | BDO Gral:2 Cls:2     | LMS Gral:3 Cls:3     | OSC                | SLR              |                  | 5e   | 123,5 |
| 2016–17 | Honda    |                      |                      |                    |                  | SUZ Gral:3 Cls:3 | 5e   | 123,5 |
| 2017–18 | Kawasaki | BDO                  | LMS Gral:5 Cls:5     | SLR Gral:9 Cls:9   | OSC Gral:2 Cls:2 | SUZ              | 10e  | 63    |
| 2018–19 | Kawasaki | BDO Gral:7 Cls:7     |                      |                    |                  |                  | 4e   | 122   |
| 2018–19 | Honda    |                      | LMS Gral:2 Cls:2     | SLR Gral:8 Cls:8   | OSC              | SUZ Gral: Cls:13 | 4e   | 122   |
| 2021    | Yamaha   | LMS Gral:Ab. Cls:Ab. | EST Gral:5 Cls:5     | BDO Gral:2 Cls:2   | MOS Gral: Cls:12 |                  | 9e   | 85,5  |
| 2022    | Kawasaki | LMS Gral:18 Cls:8    | SPA Gral:Ab. Cls:Ab. | SUZ Gral: Cls:14   | BDO Gral:3 Cls:3 |                  | 12e  | 78    |
| 2023    | Kawasaki | LMS Gral:9 Cls:8     | SPA Gral:5 Cls:5     | SUZ Gral:12 Cls:12 | BDO Gral:5 Cls:5 |                  | 6e   | 106,5 |

*Saison en cours

## Engagements
Randy de Puniet est membre du club des Champions de la Paix, un collectif d'athlètes de haut niveau créé par Peace and Sport qui s'engagent personnellement en faveur du mouvement de la paix par le sport.